# Wojewodowie III Rzeczypospolitej (od 1999)
Wojewodowie III Rzeczypospolitej (od 1999) – wykaz osób zajmujących stanowiska wojewodów w III Rzeczypospolitej od wprowadzenia nowego podziału terytorialnego Polski na 16 województw w 1999 w związku z reformą administracyjną przygotowanej przez rząd Jerzego Buzka.

## Województwo dolnośląskie
| Data powołania    | Data odwołania    | Wojewoda             | Z rekomendacji |
| ----------------- | ----------------- | -------------------- | -------------- |
| stycznia 1999     | października 2001 | Witold Krochmal      | AWS            |
| października 2001 | marca 2003        | Ryszard Nawrat       | SLD            |
| marca 2003        | grudnia 2005      | Stanisław Łopatowski | SLD            |
| grudnia 2005      | listopada 2007    | Krzysztof Grzelczyk  | PiS            |
| listopada 2007    | grudnia 2010      | Rafał Jurkowlaniec   | PO             |
| grudnia 2010      | marca 2014        | Aleksander Skorupa   | PO             |
| marca 2014        | grudnia 2015      | Tomasz Smolarz       | PO             |
| grudnia 2015      | listopada 2019    | Paweł Hreniak        | PiS            |
| grudnia 2019      | grudnia 2023      | Jarosław Obremski    | PiS            |
| grudnia 2023      | listopada 2024    | Maciej Awiżeń        | PO             |
| listopada 2024    |                   | Anna Żabska          | PO             |

## Województwo kujawsko-pomorskie
| Data powołania    | Data odwołania    | Wojewoda            | Z rekomendacji |
| ----------------- | ----------------- | ------------------- | -------------- |
| stycznia 1999     | października 2001 | Józef Rogacki       | AWS            |
| października 2001 | stycznia 2006     | Romuald Kosieniak   | SLD            |
| stycznia 2006     | lipca 2006        | Józef Ramlau        | PiS            |
| listopada 2006    | listopada 2007    | Zbigniew Hoffmann   | PiS            |
| listopada 2007    | grudnia 2010      | Rafał Bruski        | PO             |
| grudnia 2010      | grudnia 2015      | Ewa Mes             | PSL            |
| grudnia 2015      | grudnia 2023      | Mikołaj Bogdanowicz | PiS            |
| grudnia 2023      |                   | Michał Sztybel      | PO             |

## Województwo lubelskie
| Data powołania    | Data odwołania    | Wojewoda                   | Z rekomendacji |
| ----------------- | ----------------- | -------------------------- | -------------- |
| stycznia 1999     | lutego 2000       | Krzysztof Michalski        | AWS            |
| lutego 2000       | października 2001 | Waldemar Dudziak           | AWS            |
| października 2001 | grudnia 2005      | Andrzej Kurowski           | SLD            |
| grudnia 2005      | listopada 2007    | Wojciech Sławomir Żukowski | PiS            |
| listopada 2007    | października 2011 | Genowefa Tokarska          | PSL            |
| grudnia 2011      | marca 2014        | Jolanta Szołno-Koguc       | PO             |
| marca 2014        | listopada 2015    | Wojciech Wilk              | PO             |
| grudnia 2015      | listopada 2019    | Przemysław Czarnek         | PiS            |
| listopada 2019    | grudnia 2023      | Lech Sprawka               | PiS            |
| grudnia 2023      |                   | Krzysztof Komorski         | PO             |

## Województwo lubuskie
| Data powołania    | Data odwołania    | Wojewoda          | Z rekomendacji |
| ----------------- | ----------------- | ----------------- | -------------- |
| stycznia 1999     | kwietnia 2000     | Jan Majchrowski   | AWS            |
| kwietnia 2000     | października 2001 | Stanisław Iwan    | AWS            |
| października 2001 | lipca 2004        | Andrzej Korski    | SLD            |
| lipca 2004        | stycznia 2006     | Janusz Gramza     | SLD            |
| stycznia 2006     | sierpnia 2006     | Marek Ast         | PiS            |
| września 2006     | listopada 2007    | Wojciech Perczak  | PiS            |
| listopada 2007    | października 2011 | Helena Hatka      | PO             |
| grudnia 2011      | kwietnia 2013     | Marcin Jabłoński  | PO             |
| kwietnia 2013     | grudnia 2014      | Jerzy Ostrouch    | PO             |
| stycznia 2015     | listopada 2015    | Katarzyna Osos    | PO             |
| grudnia 2015      | listopada 2019    | Władysław Dajczak | PiS            |
| stycznia 2020     | listopada 2023    | Władysław Dajczak | PiS            |
| grudnia 2023      |                   | Marek Cebula      | PO             |

## Województwo łódzkie
| Data powołania    | Data odwołania    | Wojewoda               | Z rekomendacji |
| ----------------- | ----------------- | ---------------------- | -------------- |
| stycznia 1999     | października 2001 | Michał Kasiński        | AWS            |
| października 2001 | maja 2004         | Krzysztof Makowski     | SLD            |
| maja 2004         | stycznia 2006     | Stefan Krajewski       | SLD            |
| stycznia 2006     | listopada 2007    | Helena Pietraszkiewicz | PiS            |
| listopada 2007    | grudnia 2015      | Jolanta Chełmińska     | PO             |
| grudnia 2015      | listopada 2019    | Zbigniew Rau           | PiS            |
| listopada 2019    | kwietnia 2023     | Tobiasz Bocheński      | PiS            |
| kwietnia 2023     | grudnia 2023      | Karol Młynarczyk       | PiS            |
| grudnia 2023      |                   | Dorota Ryl             | PO             |

## Województwo małopolskie
| Data powołania    | Data odwołania    | Wojewoda          | Z rekomendacji |
| ----------------- | ----------------- | ----------------- | -------------- |
| stycznia 1999     | października 2001 | Ryszard Masłowski | AWS            |
| października 2001 | grudnia 2005      | Jerzy Adamik      | SLD            |
| grudnia 2005      | sierpnia 2006     | Witold Kochan     | PiS            |
| września 2006     | listopada 2007    | Maciej Klima      | PiS            |
| listopada 2007    | października 2009 | Jerzy Miller      | PO             |
| października 2009 | grudnia 2011      | Stanisław Kracik  | PO             |
| grudnia 2011      | grudnia 2015      | Jerzy Miller      | PO             |
| grudnia 2015      | czerwca 2017      | Józef Pilch       | PiS            |
| czerwca 2017      | sierpnia 2020     | Piotr Ćwik        | PiS            |
| sierpnia 2020     | listopada 2023    | Łukasz Kmita      | PiS            |
| grudnia 2023      |                   | Krzysztof Klęczar | PSL            |

## Województwo mazowieckie
| Data powołania    | Data odwołania    | Wojewoda            | Z rekomendacji |
| ----------------- | ----------------- | ------------------- | -------------- |
| stycznia 1999     | października 2001 | Antoni Pietkiewicz  | AWS            |
| października 2001 | stycznia 2006     | Leszek Mizieliński  | SLD            |
| stycznia 2006     | stycznia 2007     | Tomasz Koziński     | PiS            |
| stycznia 2007     | lutego 2007       | Wojciech Dąbrowski  | PiS            |
| lutego 2007       | listopada 2007    | Jacek Sasin         | PiS            |
| listopada 2007    | grudnia 2015      | Jacek Kozłowski     | PO             |
| grudnia 2015      | listopada 2019    | Zdzisław Sipiera    | PiS            |
| listopada 2019    | marca 2023        | Konstanty Radziwiłł | PiS            |
| kwietnia 2023     | grudnia 2023      | Tobiasz Bocheński   | PiS            |
| grudnia 2023      |                   | Mariusz Frankowski  | PO             |

## Województwo opolskie
| Data powołania    | Data odwołania    | Wojewoda           | Z rekomendacji |
| ----------------- | ----------------- | ------------------ | -------------- |
| stycznia 1999     | października 2001 | Adam Pęzioł        | AWS            |
| października 2001 | lutego 2003       | Leszek Pogan       | SLD            |
| lutego 2003       | grudnia 2005      | Elżbieta Rutkowska | SLD            |
| grudnia 2005      | listopada 2007    | Bogdan Tomaszek    | PiS            |
| listopada 2007    | listopada 2015    | Ryszard Wilczyński | PO             |
| grudnia 2015      | marca 2021        | Adrian Czubak      | PiS            |
| marca 2021        | grudnia 2023      | Sławomir Kłosowski | PiS            |
| grudnia 2023      |                   | Monika Jurek       | PO             |

## Województwo podkarpackie
| Data powołania    | Data odwołania    | Wojewoda                      | Z rekomendacji |
| ----------------- | ----------------- | ----------------------------- | -------------- |
| stycznia 1999     | października 2001 | Zbigniew Sieczkoś             | AWS            |
| października 2001 | marca 2003        | Zdzisław Siewierski           | SLD            |
| marca 2003        | listopada 2005    | Jan Kurp                      | SLD            |
| listopada 2005    | listopada 2007    | Ewa Draus                     | PiS            |
| listopada 2007    | listopada 2010    | Mirosław Karapyta             | PSL            |
| grudnia 2010      | października 2011 | Małgorzata Chomycz            | PO             |
| grudnia 2011      | grudnia 2015      | Małgorzata Chomycz-Śmigielska | PO             |
| grudnia 2015      | listopada 2019    | Ewa Leniart                   | PiS            |
| stycznia 2020     | listopada 2023    | Ewa Leniart                   | PiS            |
| grudnia 2023      |                   | Teresa Kubas-Hul              | PO             |

## Województwo podlaskie
| Data powołania    | Data odwołania    | Wojewoda          | Z rekomendacji |
| ----------------- | ----------------- | ----------------- | -------------- |
| stycznia 1999     | października 2001 | Krystyna Łukaszuk | AWS            |
| października 2001 | października 2005 | Marek Strzaliński | SLD            |
| stycznia 2006     | stycznia 2007     | Jan Dobrzyński    | PiS            |
| stycznia 2007     | listopada 2007    | Bohdan Paszkowski | PiS            |
| listopada 2007    | listopada 2014    | Maciej Żywno      | PO             |
| grudnia 2014      | października 2015 | Andrzej Meyer     | PO             |
| grudnia 2015      | grudnia 2023      | Bohdan Paszkowski | PiS            |
| grudnia 2023      |                   | Jacek Brzozowski  | PO             |

## Województwo pomorskie
| Data powołania    | Data odwołania    | Wojewoda              | Z rekomendacji |
| ----------------- | ----------------- | --------------------- | -------------- |
| stycznia 1999     | października 2001 | Tomasz Sowiński       | AWS            |
| października 2001 | lipca 2004        | Jan Ryszard Kurylczyk | SLD            |
| lipca 2004        | stycznia 2006     | Cezary Dąbrowski      | SLD            |
| stycznia 2006     | lutego 2007       | Piotr Ołowski         | PiS            |
| maja 2007         | października 2007 | Piotr Karczewski      | PiS            |
| listopada 2007    | października 2011 | Roman Zaborowski      | PO             |
| grudnia 2011      | grudnia 2015      | Ryszard Stachurski    | PO             |
| grudnia 2015      | grudnia 2023      | Dariusz Drelich       | PiS            |
| grudnia 2023      |                   | Beata Rutkiewicz      | PO             |

## Województwo śląskie
| Data powołania    | Data odwołania    | Wojewoda             | Z rekomendacji |
| ----------------- | ----------------- | -------------------- | -------------- |
| stycznia 1999     | grudnia 2000      | Marek Kempski        | AWS            |
| grudnia 2000      | października 2001 | Wilibald Winkler     | AWS            |
| października 2001 | grudnia 2005      | Lechosław Jarzębski  | SLD            |
| grudnia 2005      | listopada 2007    | Tomasz Pietrzykowski | PiS            |
| listopada 2007    | marca 2014        | Zygmunt Łukaszczyk   | PO             |
| marca 2014        | grudnia 2015      | Piotr Litwa          | PO             |
| grudnia 2015      | listopada 2023    | Jarosław Wieczorek   | PiS            |
| grudnia 2023      |                   | Marek Wójcik         | PO             |

## Województwo świętokrzyskie
| Data powołania    | Data odwołania    | Wojewoda               | Z rekomendacji |
| ----------------- | ----------------- | ---------------------- | -------------- |
| stycznia 1999     | października 2001 | Wojciech Lubawski      | AWS            |
| października 2001 | stycznia 2006     | Włodzimierz Wójcik     | SLD            |
| stycznia 2006     | listopada 2007    | Grzegorz Banaś         | PiS            |
| listopada 2007    | grudnia 2015      | Bożentyna Pałka-Koruba | PO             |
| grudnia 2015      | listopada 2019    | Agata Wojtyszek        | PiS            |
| listopada 2019    | grudnia 2023      | Zbigniew Koniusz       | PiS            |
| grudnia 2023      |                   | Józef Bryk             | PO             |

## Województwo warmińsko-mazurskie
| Data powołania    | Data odwołania    | Wojewoda             | Z rekomendacji |
| ----------------- | ----------------- | -------------------- | -------------- |
| stycznia 1999     | października 2001 | Zbigniew Babalski    | AWS            |
| października 2001 | stycznia 2006     | Stanisław Szatkowski | SLD            |
| stycznia 2006     | stycznia 2007     | Adam Supeł           | PiS            |
| kwietnia 2007     | listopada 2007    | Anna Szyszka         | PiS            |
| listopada 2007    | grudnia 2015      | Marian Podziewski    | PSL            |
| grudnia 2015      | listopada 2023    | Artur Chojecki       | PiS            |
| grudnia 2023      |                   | Radosław Król        | PSL            |

## Województwo wielkopolskie
| Data powołania    | Data odwołania    | Wojewoda           | Z rekomendacji |
| ----------------- | ----------------- | ------------------ | -------------- |
| stycznia 1999     | czerwca 2000      | Maciej Musiał      | AWS            |
| czerwca 2000      | października 2001 | Stanisław Tamm     | AWS            |
| października 2001 | grudnia 2005      | Andrzej Nowakowski | SLD            |
| grudnia 2005      | listopada 2007    | Tadeusz Dziuba     | PiS            |
| listopada 2007    | listopada 2015    | Piotr Florek       | PO             |
| grudnia 2015      | listopada 2019    | Zbigniew Hoffmann  | PiS            |
| listopada 2019    | grudnia 2020      | Łukasz Mikołajczyk | PiS            |
| stycznia 2021     | grudnia 2023      | Michał Zieliński   | PiS            |
| grudnia 2023      |                   | Agata Sobczyk      | Polska 2050    |

## Województwo zachodniopomorskie
| Data powołania    | Data odwołania    | Wojewoda            | Z rekomendacji |
| ----------------- | ----------------- | ------------------- | -------------- |
| stycznia 1999     | października 2001 | Władysław Lisewski  | AWS            |
| października 2001 | października 2005 | Stanisław Wziątek   | SLD            |
| grudnia 2005      | listopada 2007    | Robert Krupowicz    | PiS            |
| listopada 2007    | marca 2014        | Marcin Zydorowicz   | PO             |
| marca 2014        | grudnia 2015      | Marek Tałasiewicz   | PO             |
| grudnia 2015      | sierpnia 2016     | Piotr Jania         | PiS            |
| września 2016     | stycznia 2018     | Krzysztof Kozłowski | PiS            |
| marca 2018        | listopada 2020    | Tomasz Hinc         | PiS            |
| listopada 2020    | listopada 2023    | Zbigniew Bogucki    | PiS            |
| grudnia 2023      |                   | Adam Rudawski       | Polska 2050    |